# Bill Blakeley
Bill Blakeley, né le 13 juin 1934, à Wills Point, au Texas et mort le 27 octobre 2010, à Dallas, au Texas, est un ancien entraîneur américain de basket-ball.